# Homaspis slossonae
Homaspis slossonae är en stekelart som beskrevs av Joseph Augustine Cushman 1922. Homaspis slossonae ingår i släktet Homaspis och familjen brokparasitsteklar. Inga underarter finns listade i Catalogue of Life.